# Pelatachina orillia
Pelatachina orillia là một loài ruồi trong họ Tachinidae.